# Vargaseran
Vargaseran (Era Vargas) omfattar i Brasiliens historia åren 1930-1945, då Brasilien leddes av Getúlio Vargas.
Avsättandet av Getúlio Vargas och hans Estado Novo-regim 1937–1945 samt återdemokratiseringen med antagandet av ny konstitution 1946 ledde till början på en period som kom att kallas Fjärde republiken.